# Fred y Barney se encuentran con la Mole
Fred and Barney Meet the Thing es un programa animado estadounidense y un derivado de The Flintstones producido por Hanna-Barbera que se emitió en NBC del 8 de septiembre de 1979 al 1 de diciembre de 1980.
La serie contenía los siguientes dos segmentos:
- The New Fred and Barney Show (una reposición de The Flintstones): un episodio, 30 minutos.
- The Thing (basado en el superhéroe Thing de Marvel Comics): dos episodios de 11 minutos cada uno.

A pesar del título del programa, los dos segmentos permanecieron separados y no se cruzaron entre sí. Los personajes de Fred Flintstone, Barney Rubble y Thing solo se presentaron juntos durante la secuencia del título de apertura y en breves parachoques entre segmentos. La combinación inusual de un superhéroe de Marvel y Los Picapiedra fue posible porque, en ese momento, Marvel Comics poseía los derechos de varias franquicias de Hanna-Barbera y, de hecho, publicaba cómics basados en ellos; Los Picapiedra fue uno de ellos.
Para 1980, la serie se amplió a un intervalo de tiempo de 90 minutos con la adición de episodios de The New Shmoo y se transmitió bajo el nuevo título Fred and Barney Meet the Shmoo.
Como muchas series animadas creadas por Hanna-Barbera en la década de 1970, el programa contenía una pista de risa, una de sus últimas producciones en hacerlo.

## The Thing
El primer segmento, una adaptación muy flexible del personaje de Marvel Comics, The Thing, consistía en historias que seguían las aventuras de un adolescente flacucho y pelirrojo llamado Benjy Grimm (con la voz de Wayne Morton) que se transforma en el monstruoso y poderoso Thing. (con la voz de Joe Baker) tocando dos anillos mágicos y recitando las palabras "Thing Ring, ¡haz lo tuyo!", Liberando una explosión de energía que hace que las rocas naranjas se arrojen desde todas las direcciones y lo transformen en el superhéroe de piel de piedra. Cuando la Cosa habló, su voz afable y áspera con acento de Brooklyn se basó en la del comediante Jimmy Durante.
Las historias se centraron principalmente en Benjy en Centerville High School con sus amigos, la hermosa morena Betty Harkness (con la voz de Marilyn Schreffler), su presumido novio rico Ronald Radford (con la voz de John Erwin) y la rubia marimacho hermana menor de Betty, Kelly (con la voz de Noelle North), con la supervisión mínima de un adulto proporcionada por la directora Miss Twilly (con la voz de Marilyn Schreffler). Solo Kelly y su padre científico, el profesor Harkness (con la voz de John Stephenson), conocen la identidad secreta de Benjy.
Cuando no luchaba contra varios científicos locos y se involucraba en misterios al estilo Scooby-Doo, The Thing pasaba la mayor parte de su tiempo usando su fuerza sobrehumana para proteger a sus amigos de los peligros cotidianos y las desagradables bromas pesadas del matón vestido de cuero Spike Hanrahan. Art Metrano y sus amigos moteros Stretch y Turkey en Yancy Street Gang .
Otros miembros de los Cuatro Fantásticos no aparecieron en el programa, y la representación de la Cosa y su historia de origen diferían mucho de los cómics originales.
Se produjeron veintiséis episodios de 11 minutos de The Thing; dos cortos emitidos por programa.
Los episodios de The Thing son propiedad de Warner Bros. Discovery, a través de Hanna-Barbera, pero el personaje es propiedad de The Walt Disney Company debido a su compra de Marvel Comics a finales de 2009.

### Otras apariciones
En FF #8, Ant-Man y Dragon Man le dan a la estrella de rock de cabello rosado que se convirtió en superhéroe reacio Darla Deering sus propios Thing Rings para convocar al viejo exoesqueleto rocoso con cuerpo de Thing de Ben Grimm y convertirse en la señorita Thing con casco de burbuja, diciendo "Thing Rings, Haz tus cosas".

## El nuevo show de Fred y Barney
La mitad del programa "Fred y Barney" consistió en una segunda temporada de siete nuevos episodios de 30 minutos de The New Fred and Barney Show combinados con reposiciones de episodios de la primera temporada.

## Reparto de voz

### El nuevo show de Fred y Barney
- Henry Corden como Fred Picapiedra
- Jean Vander Pyl como Wilma Picapiedra, Guijarros Picapiedra
- Mel Blanc como Barney Rubble, Dino
- Gay Autterson como Betty Escombros
- Don Messick como escombros Bamm-Bamm
- John Stephenson como el Sr.Slate

### The Thing
- Wayne Morton como Benjy Grimm, Tramo
- Joe Baker como La Mole
- Noelle North como Kelly Harkness
- Marilyn Schreffler como Betty Harkness, señorita Twilly
- John Erwin como Ronald Radford
- Art Metrano como Spike Hanrahan
- Michael Sheehan como Turquía
- John Stephenson como el profesor Harkness